# Ian Maatsen
Ian Ethan Maatsen (n. 10 martie 2002, Vlaardingen, Olanda de Sud, Țările de Jos) este un fotbalist neerlandez, care joacă pe post de fundaș la Aston Villa în Premier League.

## Cariera pe echipe

### Primii ani
Maatsen s-a alăturat academiei lui Feyenoord la vârsta de șapte ani, dar ar fi fost abandonat pentru că era prea mic. S-a mutat la Sparta Rotterdam și apoi la PSV Eindhoven, înainte de a se alătura lui Chelsea în 2018.

### Chelsea
Pe 25 septembrie 2019, și-a făcut debutul pentru clubul londonez ca înlocuitor într-o victorie cu 7-1 în Cupa EFL împotriva lui Grimsby Town.

#### Împrumut la Charlton Athletic
Pe 13 octombrie 2020, Maatsen s-a alăturat lui Charlton Athletic cu un împrumut pe un sezon. Pe 20 octombrie, și-a făcut debutul în campionat pentru Charlton, ieșind de pe bancă ca înlocuitor în repriza a doua în victoria echipei cu 1-0 împotriva lui Blackpool. A marcat primul său gol ca senior pe 2 aprilie 2021, într-o victorie cu 1-0 în deplasare împotriva lui Doncaster Rovers.

#### Împrumut la Coventry
La 30 iulie 2021, Maatsen s-a alăturat lui Coventry City prin împrumut. Pe 2 octombrie 2021, a marcat primul său gol pentru Coventry într-un meci împotriva lui Fulham, ajutându-și echipa să obțină o victorie cu 4-1. În general, Maatsen a jucat 40 de meciuri în campionat pentru Sky Blues și a marcat 3 goluri în sezonul 2021-22.

#### Împrumut la Burnley
Pe 15 iulie 2022, Maatsen s-a alăturat lui Burnley cu un împrumut pe un sezon. Și-a făcut debutul în prima rundă a EFL Championship 2022-2023 împotriva lui Huddersfield Town, unde a marcat și singurul gol al jocului într-o victorie cu 1-0. În urma performanțelor sale impresionante, Maatsen a fost desemnat Jucătorul lunii din EFL Championship pentru ianuarie 2023. Echipa sa a câștigat în cele din urmă campionatul și promovarea în Premier League, Maatsen fiind inclus în Echipa sezonului ca cel mai bun fundaș stânga.

#### Împrumut la Borussia Dortmund
Pe 12 ianuarie 2024, Maatsen a semnat o prelungire a contractului cu Chelsea până în 2026 și s-a alăturat lui Borussia Dortmund cu un împrumut pe șase luni. Pe 16 aprilie, a marcat primul său gol în Liga Campionilor într-o victorie cu 4–2 împotriva lui Atlético Madrid în manșa secundă din sferturile de finală, ajutându-și echipa să treacă în semifinale.

## Cariera la națională
Maatsen este un internațional de tineret pentru Țările de Jos, care a reprezentat țara la toate nivelurile de la sub-15 până la sub-21.
În septembrie 2023, a primit prima convocare la echipa de seniori a Țărilor de Jos de către antrenorul principal Ronald Koeman, pentru două meciuri de calificare la UEFA Euro 2024 împotriva Greciei și Republicii Irlanda.

## Viața personală
Născut în Vlaardingen, Olanda de Sud, Maatsen este de origine surinameză și are, de asemenea, ascendență indoneziană din Java.

## Titluri
Burnley
- EFL Championship: 2022–23[12]

Olanda Sub-17
- Campionatul European UEFA Sub-17: 2019[20]

Premii individuale
- Jucătorul lunii din campionatul EFL: ianuarie 2023[11]
- Echipa sezonului EFL Championship: 2022–23[13]
- Echipa anului PFA: Campionatul 2022–23[21]
- Începătorul lunii din Bundesliga: ianuarie 2024[22]